# Isonade

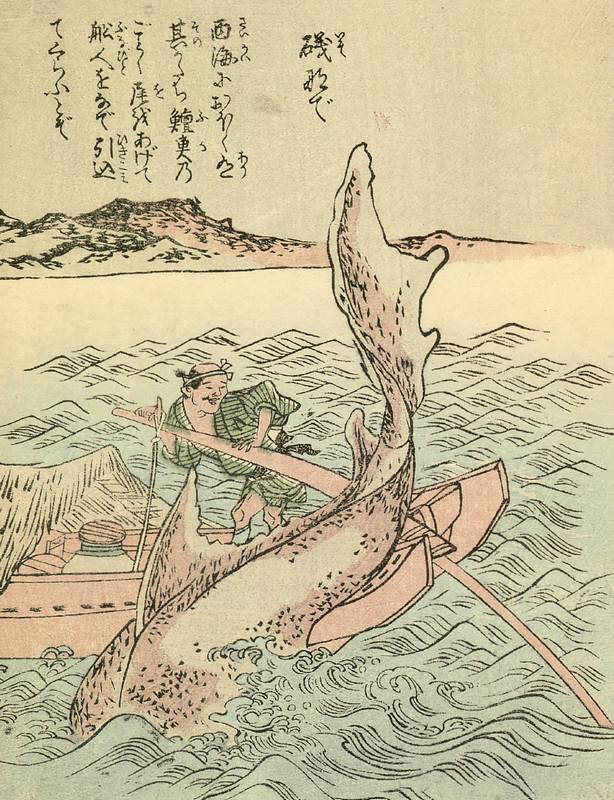
Bức tranh Isonade như được mô tả trong Ehon Hyaku Monogatari của Takehara Shunsen

Isonade (磯撫で (Ky Phủ)/ "bãi biển vuốt ve") là một sinh vật huyền thoại Nhật Bản dưới dạng một con quái vật biển khổng lồ, giống như cá mập được cho là sống ngoài khơi bờ biển Matsuura và những nơi khác ở Tây Nhật Bản.

## Mô tả
Theo Ehon Hyaku Monogatari, cơ thể của nó chưa bao giờ được nhìn thấy, vì nó luôn "ẩn dưới những con sóng, tiết kiệm cho cái đuôi khổng lồ của nó được bao phủ trong những con cá bơn nhỏ." Về lý thuyết:
Nó tiếp cận những chiếc thuyền một cách lén lút và sử dụng cái đuôi móc của nó để bẫy các thủy thủ và kéo chúng xuống biển, nơi nó nuốt chửng chúng.  Khi nó xuất hiện, gió dữ dội thổi.  Nó cũng có thể đơn giản sử dụng đuôi của nó để lật thuyền, hoặc tấn công bãi biển bằng đuôi và giết người ở đó."